# Conclave del 1963
Il conclave del 1963 venne convocato a seguito della morte di papa Giovanni XXIII, avvenuta in Vaticano il 3 giugno dello stesso anno. Si svolse nella Cappella Sistina dal 19 al 21 giugno, e, dopo sei scrutini, venne eletto papa il cardinale Giovanni Battista Montini, arcivescovo di Milano, che assunse il nome di Paolo VI. L'elezione venne annunciata dal cardinale protodiacono Alfredo Ottaviani.

## Situazione generale
Il 18 giugno 1963 alcuni cardinali progressisti, giunti a Roma già da parecchi giorni, si ritrovarono in gran segreto presso il convento dei frati cappuccini di Frascati, convocati dal cardinale Clemente Micara, amico di vecchia data del cardinale Giovanni Battista Montini, all'epoca arcivescovo di Milano. Arrivarono, fra gli altri, Achille Liénart, Bernard Jan Alfrink, Paul-Émile Léger, Franz König, Montini stesso, Léon-Joseph Suenens e Joseph Frings. Notando il precipitarsi a Roma di tanti porporati fin dalle primissime ore successive alla morte di papa Giovanni XXIII, il cardinale Pietro Ciriaci commentò: «Se ogni cosa fosse certa e scontata non vi sarebbe questa calata di cardinali stranieri a Roma».
Secondo l'opinione dei presenti, il conclave che si sarebbe aperto di lì a breve sarebbe stato un conclave duro a causa del Concilio Vaticano II, rimasto aperto e senza conclusione dopo la morte di papa Roncalli. Il concilio, infatti, apparve subito la vera discriminante per l'elezione. Per l'opposta ala conservatrice, guidata principalmente dai cardinali Giuseppe Siri, Alfredo Ottaviani e Giuseppe Pizzardo, infatti, il conclave poteva rappresentare l'ultima possibilità di invertire la strada innovatrice che il concilio stesso aveva intrapreso.
Dalla riunione di Frascati l'ala progressista - su impulso dei cardinali Frings e Liénart - decise di candidare Montini, ritenuto l'erede naturale del papa deceduto per le sue ferme convinzioni "conciliatrici", ma che poteva anche essere un ponte con le esigenze dell'ala conservatrice all'interno del concilio, non essendo egli favorevole alle spinte innovatrici più estreme. Tale piano, tuttavia, fu contrastato dal cardinale iraqeno Tappouni, il quale, d'intesa con i cardinali francesi, pensava di opporgli la candidatura dell'arcivescovo di Genova Giuseppe Siri, che però, giunto a Roma a cose fatte, declinò l'invito, come da lui stesso dichiarato in una successiva intervista del 25 novembre 1987.
Sulla persona del cardinale Montini in piena guerra fredda, peraltro, persistevano alcune "riserve politiche" espresse dal cancelliere tedesco Konrad Adenauer, per l'adesione dell'arcivescovo di Milano alla linea "giovannea" nei rapporti con il mondo comunista; contrario era anche il dittatore spagnolo Francisco Franco, che sembra pregasse nella sua cappella privata affinché Montini non fosse eletto. Tramite Luigi Gedda, anche il Presidente della Repubblica Italiana Antonio Segni aveva fatto pervenire ai cardinali il suo dissenso alla candidatura Montini.
La candidatura del cardinale armeno Gregorio Pietro Agagianian, già concorrente a quella di Roncalli nel conclave del 1958, sarebbe stata ostacolata dai servizi segreti italiani (il SIFAR), che ritenevano anch'egli troppo filo-russo. Secondo la rivista Trenta Giorni, infatti, il SIFAR, nell'imminenza del conclave, avrebbe trasmesso ai cardinali un dossier concernente i presunti legami tra la sorella del porporato, la settantenne Elizabeta Papikova, con il KGB, il servizio segreto sovietico, e un contatto da questa stretto con l'ambasciata sovietica durante una visita al fratello a Roma. Ciò sarebbe bastato a eliminare anche Agagianian dalla corsa al papato.
Due cardinali non poterono giungere a Roma. Si trattò di József Mindszenty, cui il regime comunista proibì di lasciare l'Ungheria, e Carlos María Javier de la Torre, assente per motivi di salute.

## Votazioni
La sera del 19 giugno 1963 gli ottanta cardinali entrarono nel conclave più numeroso fino ad allora mai convocato. Per essere eletti erano necessari 54 voti, pari ai due terzi del numero dei componenti il Sacro Collegio. Il blocco dei cardinali conservatori, guidati da Ottaviani e Siri, oppose una strenua resistenza all'elezione di Montini, tanto che le due fazioni si affrontarono per tutto il conclave, impossibilitati a scendere a un compromesso.
Secondo la ricostruzione del vaticanista Giancarlo Zizola, nelle prime due votazioni, la mattina del 20 giugno, Montini ottenne circa 30 voti; il candidato dei conservatori, Ildebrando Antoniutti, arrivò a circa 20, così come Giacomo Lercaro, candidato di rincalzo dell'ala progressista. Nella terza votazione, la prima del pomeriggio, i voti di Lercaro confluirono su Montini, che arrivò a 50, a soli 4 voti dalla maggioranza richiesta. Alcuni voti andarono anche al curiale Francesco Roberti.
Il partito conservatore, tuttavia, continuava a non essere intenzionato a far confluire su Montini i voti che gli mancavano per l'elezione e la fazione montiniana sapeva che sarebbe stato estremamente difficile guadagnarne di ulteriori. Poiché, oltre Montini, non era stato proposto nessun altro candidato in maniera seria, restava da insistere su di lui o metterlo da parte per cercare un nuovo candidato, forse proprio il cardinale Roberti, che sembrava il solo a poter rivestire il ruolo di candidato di compromesso.
Durante la pausa fra la terza e la quarta votazione del 20 giugno il cardinale Gustavo Testa si alzò in piedi, si avvicinò ai cardinali Carlo Confalonieri e Alberto di Jorio e, con voce abbastanza forte affinché tutti sentissero, chiese loro di adoperarsi in modo che le logiche dei blocchi fossero superate, votando per Montini. La reazione dei cardinali variò dallo stupore, alla solidarietà, allo sdegno. Dopo la quarta e la quinta votazione, Montini aveva guadagnato qualche voto, ma non aveva ancora raggiunto la quota necessaria per la sua elezione.
La mattina successiva, 21 giugno, dopo tre giorni di conclave, Giovanni Battista Montini venne eletto papa al sesto scrutinio, con 60 voti, e assunse il nome di Paolo VI. Un gruppo di 19 cardinali, fra cui Giuseppe Siri e Alfredo Ottaviani, mantenne fino all'ultimo il proprio rifiuto.
Nonostante tutto, l'elezione di Montini fu una delle più scontate del XX secolo, essendo stata prevista dalla maggior parte dei vaticanisti.

## Cardinali alla morte di papa Giovanni XXIII
| Nome                                      | Paese       | Titolo                                                                                        | Ruolo | Nascita    | Concistoro |
| ----------------------------------------- | ----------- | --------------------------------------------------------------------------------------------- | --- | ---------- | ---------- |
| Eugène Tisserant                          | Francia     | Decano del Collegio Cardinalizio, Cardinale vescovo di Ostia e di Porto e Santa Rufina        | Prefetto della Congregazione del Cerimoniale, Bibliotecario e Archivista di Santa Romana Chiesa, Gran Maestro dell'Ordine Equestre del Santo Sepolcro di Gerusalemme                                                  | 24/03/1884 | 15/06/1936 |
| Krikor Bedros XV Aghagianian              | Armenia     | Cardinale presbitero di San Bartolomeo all'Isola                                              | Prefetto della Congregazione de Propaganda Fide | 18/09/1895 | 18/02/1946 |
| Joaquín Anselmo María Albareda y Ramoneda | Spagna      | Cardinale diacono di Sant'Apollinare alle Terme Neroniane-Alessandrine                        | Bibliotecario emerito di Santa Romana Chiesa | 16/02/1892 | 19/03/1962 |
| Bernard Jan Alfrink                       | Paesi Bassi | Cardinale presbitero di San Gioacchino ai Prati di Castello                                   | Arcivescovo di Utrecht, Vicario castrense per i Paesi Bassi | 05/07/1900 | 28/03/1960 |
| Benedetto Aloisi Masella                  | Italia      | Cardinale vescovo di Palestrina                                                               | Camerlengo di Santa Romana Chiesa, Prefetto della Congregazione per la Disciplina dei Sacramenti, Arciprete della Basilica di San Giovanni in Laterano                                                                | 29/06/1879 | 18/02/1946 |
| Ildebrando Antoniutti                     | Italia      | Cardinale presbitero di San Sebastiano alle Catacombe                                         | Nunzio apostolico emerito in Spagna, Arcivescovo titolare di Sinnada | 03/08/1898 | 19/03/1962 |
| Antonio Bacci                             | Italia      | Cardinale diacono di Sant'Eugenio                                                             | Segretario emerito del Segretariato per i Brevi ai Principi | 04/09/1885 | 28/03/1960 |
| Antonio María Barbieri                    | Uruguay     | Cardinale presbitero di San Crisogono                                                         | Arcivescovo di Montevideo, Presidente della Conferenza Episcopale dell'Uruguay | 12/10/1892 | 15/12/1958 |
| Augustin Bea                              | Germania    | Cardinale diacono di San Saba                                                                 | Presidente del Pontificio consiglio per la promozione dell'unità dei cristiani | 28/05/1881 | 14/12/1959 |
| Francesco Bracci                          | Italia      | Cardinale diacono di San Cesareo in Palatio                                                   | Segretario emerito della Congregazione della Disciplina dei Sacramenti | 05/09/1879 | 15/12/1958 |
| Michael Browne                            | Irlanda     | Cardinale diacono di San Paolo alla Regola                                                    | Maestro generale emerito dell'Ordine dei Frati Predicatori | 06/05/1887 | 19/03/1962 |
| José María Bueno y Monreal                | Spagna      | Cardinale presbitero pro illa vice dei Santi Vito, Modesto e Crescenzia                       | Arcivescovo di Siviglia, Gran priore per la Spagna Occidentale dell'Ordine Equestre del Santo Sepolcro di Gerusalemme                                                                                                 | 11/09/1904 | 15/12/1958 |
| Antonio Caggiano                          | Argentina   | Cardinale presbitero di San Lorenzo in Panisperna                                             | Arcivescovo di Buenos Aires, Primate di Argentina, Vicario castrense per l'Argentina, Ordinario per i fedeli di rito orientale in Argentina                                                                           | 30/01/1889 | 18/02/1946 |
| Alfonso Castaldo                          | Italia      | Cardinale presbitero di San Callisto                                                          | Arcivescovo di Napoli | 06/11/1890 | 15/12/1958 |
| Fernando Cento                            | Italia      | Cardinale presbitero pro illa vice di Sant'Eustachio                                          | Penitenziere Maggiore | 10/08/1883 | 15/12/1958 |
| Carlo Chiarlo                             | Italia      | Cardinale presbitero pro illa vice di Santa Maria in Portico Campitelli                       | Nunzio apostolico emerito in Brasile | 04/11/1881 | 15/12/1958 |
| Amleto Giovanni Cicognani                 | Italia      | Cardinale vescovo di Frascati                                                                 | Segretario di Stato, Cardinale protettore della Pontificia Accademia Ecclesiastica, Presidente della Commissione per il Coordinamento del Lavoro Conciliare                                                           | 04/11/1881 | 15/12/1958 |
| Pietro Ciriaci                            | Italia      | Cardinale presbitero di Santa Prassede                                                        | Prefetto della Congregazione del Concilio, Presidente della Pontificia Commissione per la Revisione del Codice di Diritto Canonico                                                                                    | 02/12/1885 | 12/01/1953 |
| Luis Concha Córdoba                       | Colombia    | Cardinale presbitero di San Lorenzo in Lucina                                                 | Arcivescovo di Bogotà, Primate di Colombia, Gran priore per la Colombia dell'Ordine Equestre del Santo Sepolcro di Gerusalemme, Vicario castrense in Colombia                                                         | 07/11/1891 | 16/01/1961 |
| Carlo Confalonieri                        | Italia      | Cardinale presbitero di Sant'Agnese fuori le Mura                                             | Arciprete della Basilica Liberiana di Santa Maria Maggiore, Segretario della Congregazione Concistoriale, Presidente della Pontificia Commissione per l'America Latina                                                | 25/07/1893 | 15/12/1958 |
| Santiago Luis Copello                     | Argentina   | Cardinale presbitero di San Lorenzo in Damaso                                                 | Arcivescovo emerito di Buenos Aires, Cancelliere di Santa ROmana Chiesa | 07/01/1880 | 16/12/1935 |
| Richard James Cushing                     | Stati Uniti | Cardinale presbitero di Santa Susanna                                                         | Arcivescovo di Boston, Gran priore per gli Stati Uniti d'America Nord-Orientali dell'Ordine Equestre del Santo Sepolcro di Gerusalemme                                                                                | 24/08/1895 | 15/12/1958 |
| José da Costa Nunes                       | Portogallo  | Cardinale presbitero di Santa Prisca                                                          | Presidente emerito del Comitato Permanente per i Congressi Eucaristici Internazionali | 15/03/1880 | 19/03/1962 |
| Augusto Álvaro da Silva                   | Brasile     | Cardinale presbitero pro hac vice di Sant'Angelo in Pescheria                                 | Arcivescovo di San Salvador di Bahia, Primate del Brasile, Gran priore per il Brasile-Bahia dell'Ordine Equestre del Santo Sepolcro di Gerusalemme                                                                    | 08/04/1876 | 12/01/1953 |
| Benjamín de Arriba y Castro               | Spagna      | Cardinale presbitero dei Santi Vitale, Valeria, Gervasio e Protasio                           | Arcivescovo di Tarragona, Primate d'Aragona | 08/04/1886 | 12/01/1953 |
| Jaime de Barros Câmara                    | Brasile     | Cardinale presbitero dei Santi Bonifacio e Alessio                                            | Arcivescovo di Rio de Janeiro, Presidente della Conferenza Nazionale dei Vescovi del Brasile, Gran priore per il Brasile-Rio de Janeiro dell'Ordine Equestre del Santo Sepolcro di Gerusalemme                        | 03/07/1894 | 18/02/1946 |
| Carlos Carmelo de Vasconcelos Motta       | Brasile     | Cardinale presbitero di San Pancrazio fuori le mura                                           | Arcivescovo di San Paolo e Amministratore apostolico di Aparecida, Gran priore per il Brasile-San Paolo dell'Ordine Equestre del Santo Sepolcro di Gerusalemme                                                        | 16/07/1890 | 18/02/1946 |
| Alberto di Jorio                          | Italia      | Cardinale diacono e presbitero di Santa Pudenziana                                            | Pro-presidente del Governatorato dello Stato della Città del Vaticano | 18/07/1884 | 15/12/1958 |
| Peter Tatsuo Doi                          | Giappone    | Cardinale presbitero di Sant'Antonio da Padova in Via Merulana                                | Arcivescovo di Tokyo, Presidente della Conferenza dei Vescovi Cattolici del Giappone | 22/12/1892 | 28/03/1960 |
| Julius August Döpfner                     | Germania    | Cardinale presbitero di Santa Maria della Scala                                               | Arcivescovo di Monaco e Frisinga, Gran priore per la Germania dell'Ordine Equestre del Santo Sepolcro di Gerusalemme                                                                                                  | 26/08/1913 | 15/12/1958 |
| Maurice Feltin                            | Francia     | Cardinale presbitero di Santa Maria della Pace                                                | Arcivescovo di Parigi, Primate di Francia, Vicario castrense per la Francia, Ordinario per i fedeli di rito orientale in Francia                                                                                      | 15/05/1883 | 12/01/1953 |
| Giuseppe Antonio Ferretto                 | Italia      | Cardinale vescovo di Sabina e Poggio Mirteto                                                  | Segretario emerito della Pontificia Commissione per l'America Latina | 09/03/1899 | 16/01/1961 |
| Efrem Forni                               | Italia      | Cardinale presbitero di Santa Croce in Gerusalemme                                            | Arcivescovo titolare di Darni, Nunzio apostolico emerito in Belgio e Lussemburgo | 10/01/1889 | 19/03/1962 |
| Maurilio Fossati                          | Italia      | Cardinale presbitero di San Marcello                                                          | Arcivescovo di Torino | 24/05/1876 | 13/03/1933 |
| Joseph Frings                             | Germania    | Cardinale presbitero di San Giovanni a Porta Latina                                           | Arcivescovo di Colonia, Presidente della Conferenza dei Vescovi di Fulda | 06/02/1877 | 18/02/1946 |
| José Garibi y Rivera                      | Messico     | Cardinale presbitero di Sant'Onofrio                                                          | Arcivescovo di Guadalajara | 30/01/1889 | 15/12/1958 |
| Pierre-Marie Gerlier                      | Francia     | Cardinale presbitero della Santissima Trinità al Monte Pincio                                 | Arcivescovo di Lione, Primate delle Gallie | 14/01/1880 | 13/12/1937 |
| Norman Thomas Gilroy                      | Australia   | Cardinale presbitero dei Santi Quattro Coronati                                               | Arcivescovo di Sydney, Primate di Australia, Gran priore per l'Australia-Nuovo Galles del Sud dell'Ordine Equestre del Santo Sepolcro di Gerusalemme                                                                  | 22/01/1896 | 18/02/1946 |
| Paolo Giobbe                              | Italia      | Cardinale presbitero di Santa Maria in Vallicella                                             | Datario Apostolico, Patrono del Sovrano Militare Ordine di Malta | 10/01/1880 | 15/12/1958 |
| Manuel Gonçalves Cerejeira                | Portogallo  | Cardinale presbitero dei Santi Marcellino e Pietro                                            | Patriarca di Lisbona, Gran priore per il Portogallo dell'Ordine Equestre del Santo Sepolcro di Gerusalemme, Presidente della Conferenza Episcopale del Portogallo                                                     | 29/11/1888 | 16/12/1929 |
| Valerian Gracias                          | India       | Cardinale presbitero pro hac vice di Santa Maria in Via Lata                                  | Arcivescovo di Bombay, Presidente della Conferenza dei vescovi cattolici dell'India | 23/10/1900 | 12/01/1953 |
| William Theodore Heard                    | Scozia      | Cardinale diacono e presbitero pro illa vice di San Teodoro                                   | Decano emerito della Rota Romana | 24/02/1884 | 14/12/1959 |
| André-Damien-Ferdinand Jullien            | Francia     | Cardinale diacono di San Giorgio in Velabro                                                   | Decano emerito della Rota Romana | 25/10/1882 | 15/12/1958 |
| Franz König                               | Austria     | Cardinale presbitero di Sant'Eusebio                                                          | Arcivescovo di Vienna, Ordinario per i fedeli di rito orientale in Austria, Vicario castrense per l'Austria | 03/08/1905 | 15/12/1958 |
| Juan Landázuri Ricketts                   | Perù        | Cardinale presbitero di Santa Maria in Ara Coeli                                              | Arcivescovo di Lima, Primate del Perù | 19/12/1913 | 19/03/1962 |
| Arcadio María Larraona                    | Spagna      | Cardinale diacono dei Santi Biagio e Carlo ai Catinari                                        | Prefetto della Congregazione dei Riti, Superiore generale della Congregazione di San Giovanni Battista Precursore | 13/11/1887 | 14/12/1959 |
| Joseph-Charles Lefèbvre                   | Francia     | Cardinale presbitero di San Giovanni Battista dei Fiorentini                                  | Arcivescovo di Bourges | 15/04/1892 | 28/03/1960 |
| Paul-Émile Léger                          | Canada      | Cardinale presbitero di Santa Maria degli Angeli                                              | Arcivescovo di Montréal | 26/04/1904 | 12/01/1953 |
| Giacomo Lercaro                           | Italia      | Cardinale presbitero di Santa Maria in Traspontina                                            | Arcivescovo di Bologna, Gran priore per l'Italia-Emilia dell'Ordine Equestre del Santo Sepolcro di Gerusalemme | 28/10/1891 | 12/01/1953 |
| Achille Liénart                           | Francia     | Cardinale presbitero di San Sisto                                                             | Vescovo di Lilla, Prelato della Missione di Francia, Presidente dell'Assemblea dei Cardinali e degli Arcivescovi di Francia                                                                                           | 07/02/1884 | 30/06/1930 |
| Paolo Marella                             | Italia      | Cardinale presbitero di Sant'Andrea delle Fratte                                              | Arciprete della Basilica di San Pietro in Vaticano, Presidente della Fabbrica di San Pietro | 25/01/1895 | 28/03/1960 |
| James Charles McGuigan                    | Canada      | Cardinale presbitero di Santa Maria del Popolo                                                | Arcivescovo di Toronto, Gran priore per il Canada-Toronto dell'Ordine Equestre del Santo Sepolcro di Gerusalemme | 26/11/1894 | 18/02/1946 |
| James Francis Louis McIntyre              | Stati Uniti | Cardinale presbitero di Sant'Anastasia                                                        | Arcivescovo di Los Angeles, Gran priore per gli Stati Uniti d'America Occidentali dell'Ordine Equestre del Santo Sepolcro di Gerusalemme                                                                              | 25/06/1886 | 12/01/1953 |
| Albert Gregory Meyer                      | Stati Uniti | Cardinale presbitero di Santa Cecilia                                                         | Arcivescovo di Chicago, Gran priore per gli Stati Uniti d'America Centrali dell'Ordine Equestre del Santo Sepolcro di Gerusalemme                                                                                     | 09/03/1903 | 14/12/1959 |
| Clemente Micara                           | Italia      | Cardinale presbitero di Santa Maria sopra Minerva, Cardinale vescovo di Velletri              | Cardinale vicario di Roma, Presidente della Pontificia Commissione di Archeologia Sacra, Vice-decano del Collegio Cardinalizio, Cardinale protettore dell'Almo collegio Capranica, Amministratore apostolico di Ostia | 24/12/1879 | 18/02/1946 |
| Giovanni Battista Montini                 | Italia      | Cardinale presbitero dei Santi Silvestro e Martino ai Monti                                   | Arcivescovo di Milano, eletto papa | 26/09/1897 | 15/12/1958 |
| Francesco Morano                          | Italia      | Cardinale diacono dei Santi Cosma e Damiano                                                   | Segretario emerito del Supremo Tribunale della Segnatura Apostolica | 08/06/1872 | 14/12/1959 |
| Alfredo Ottaviani                         | Italia      | Cardinale diacono e presbitero pro hac vice di Santa Maria in Domnica, Cardinale protodiacono | Segretario della Congregazione del Sant'Uffizio | 29/10/1890 | 12/01/1953 |
| Giuseppe Pizzardo                         | Italia      | Cardinale vescovo di Albano                                                                   | Prefetto della Congregazione per i Seminari e le Università degli Studi | 13/07/1877 | 13/12/1937 |
| Enrique Pla y Deniel                      | Spagna      | Cardinale presbitero di San Pietro in Montorio                                                | Arcivescovo di Toledo, Primate di Spagna, Presidente della Conferenza Episcopale della Spagna | 19/12/1876 | 18/02/1946 |
| José Humberto Quintero Parra              | Venezuela   | Cardinale presbitero dei Santi Andrea e Gregorio al Monte Celio                               | Arcivescovo di Caracas, Gran priore per il Venezuela dell'Ordine Equestre del Santo Sepolcro di Gerusalemme, Presidente della Conferenza Episcopale del Venezuela                                                     | 22/09/1902 | 16/01/1961 |
| Fernando Quiroga y Palacios               | Spagna      | Cardinale presbitero di Sant'Agostino                                                         | Arcivescovo di Santiago di Compostela | 21/01/1900 | 12/01/1953 |
| Paul-Marie-André Richaud                  | Francia     | Cardinale presbitero dei Santi Quirico e Giulitta                                             | Arcivescovo di Bordeaux | 16/04/1887 | 15/12/1958 |
| Joseph Elmer Ritter                       | Stati Uniti | Cardinale presbitero del Santissimo Redentore e Sant'Alfonso in Via Merulana                  | Arcivescovo di Saint Louis | 20/07/1892 | 16/01/1961 |
| Francesco Roberti                         | Italia      | Cardinale diacono di Santa Maria in Cosmedin                                                  | Prefetto del Supremo Tribunale della Segnatura Apostolica | 07/07/1889 | 15/12/1958 |
| Clément-Emile Roques                      | Francia     | Cardinale presbitero di Santa Balbina                                                         | Arcivescovo di Rennes | 08/12/1880 | 18/02/1946 |
| Ernesto Ruffini                           | Italia      | Cardinale presbitero di Santa Sabina                                                          | Arcivescovo di Palermo, Gran priore per l'Italia-Sicilia dell'Ordine Equestre del Santo Sepolcro di Gerusalemme, Amministratore apostolico di Piana degli Albanesi                                                    | 18/01/1888 | 18/02/1946 |
| Laurean Rugambwa                          | Tanzania    | Cardinale presbitero di San Francesco d'Assisi a Ripa Grande                                  | Vescovo di Bukoba | 12/07/1912 | 28/03/1960 |
| Rufino Jiao Santos                        | Filippine   | Cardinale presbitero di Santa Maria ai Monti                                                  | Arcivescovo di Manila | 26/08/1908 | 28/03/1960 |
| Raúl Silva Henríquez                      | Cile        | Cardinale presbitero di San Bernardo alle Terme Diocleziane                                   | Arcivescovo di Santiago del Cile, Primate del Cile, Presidente della Conferenza Episcopale del Cile, Presidente di Caritas internationalis                                                                            | 27/09/1907 | 19/03/1962 |
| Giuseppe Siri                             | Italia      | Cardinale presbitero di Santa Maria della Vittoria                                            | Arcivescovo di Genova, Presidente della Conferenza Episcopale Italiana | 20/05/1906 | 12/01/1953 |
| Francis Spellman                          | Stati Uniti | Cardinale presbitero dei Santi Giovanni e Paolo                                               | Arcivescovo di New York, Vicario castrense per gli Stati Uniti d'America | 05/05/1889 | 18/02/1946 |
| Léon-Joseph Suenens                       | Belgio      | Cardinale presbitero di San Pietro in Vincoli                                                 | Arcivescovo di Malines-Bruxelles, Primate del Belgio, Presidente della Conferenza Episcopale del Belgio, Vicario castrense per il Belgio                                                                              | 16/07/1904 | 19/03/1962 |
| Ignace Gabriel I Tappouni                 | Iraq        | Cardinale presbitero dei Santi XII Apostoli                                                   | Patriarca di Antiochia dei Siri ed Eparca di Beirut dei Siri | 03/11/1879 | 16/12/1935 |
| Gustavo Testa                             | Italia      | Cardinale presbitero di San Girolamo dei Croati                                               | Pro-presidente dell'Amministrazione del Patrimonio della Sede Apostolica, Segretario della Congregazione per le Chiese Orientali                                                                                      | 28/07/1886 | 14/12/1959 |
| Thomas Tien Ken-sin                       | Cina        | Cardinale presbitero di Santa Maria in Via                                                    | Arcivescovo di Pechino, Amministratore apostolico di Taipei | 24/10/1890 | 18/02/1946 |
| Luigi Traglia                             | Italia      | Cardinale presbitero di Sant'Andrea della Valle                                               | Pro-Vicario generale di Sua Santità per la diocesi di Roma | 03/04/1895 | 28/03/1960 |
| Giovanni Urbani                           | Italia      | Cardinale presbitero di San Marco                                                             | Patriarca di Venezia | 26/03/1900 | 15/12/1958 |
| Valerio Valeri                            | Italia      | Cardinale presbitero di San Silvestro in Capite                                               | Prefetto della Congregazione per i Religiosi | 07/11/1883 | 12/01/1953 |
| Stefan Wyszyński                          | Polonia     | Cardinale presbitero di San Giovanni Battista de' Rossi                                       | Arcivescovo di Varsavia e di Gniezno, Primate di Polonia, Gran priore per la Polonia dell'Ordine Equestre del Santo Sepolcro di Gerusalemme, Presidente della Conferenza Episcopale della Polonia                     | 03/08/1901 | 12/01/1953 |

### Cardinali assenti
- József Mindszenty - Arcivescovo di Strigonio (assente per motivi politici);
- Carlos María Javier de la Torre - Arcivescovo di Quito (assente per motivi di salute).